# Muscari botryoides

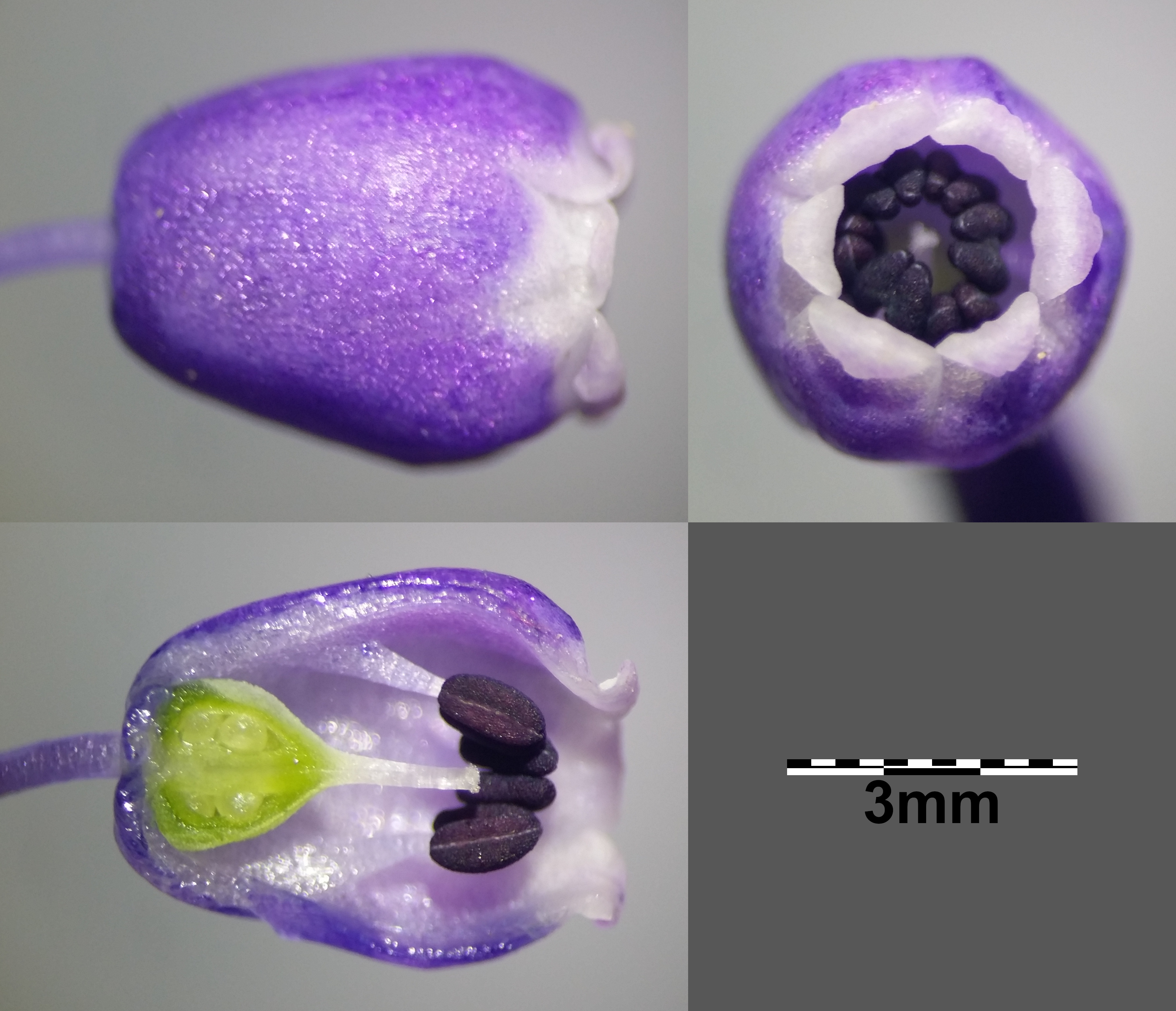
Detall d'una flor, s'aprecien les terminacions blanques dels pètals soldats, els estams, l'ovari i l'estil.

Muscari botryoides és una espècie de planta amb flors del gènere Muscari dins la família de les asparagàcies (Asparagaceae). És una planta nativa d'Europa, des de França fins a Ucraïna.

## Descripció
És una planta herbàcia perenne i vivaç amb bulb que pot atènyer els 30 cm d'altura. Les fulles són basals, linears, senceres i espatulades, amb l'extrem més estret. Les flors, petites, són blaves amb el periant tubular, més o menys urceolat, format per sis tèpals soldats que en fan presents en una mena de puntes terminals de color blanc. S'agrupen en una inflorescència racemosa terminal, situada al capdamunt d'un escap que pot de 20 a 40 cm d'altura, i formada per un nombre de flors pedicelades que oscil·la entre 12 i 20. L'androceu és format per sis estams, al gineceu l'ovari és súper i trilocular. El fruit és una càpsula.

## Taxonomia
Aquesta espècie va ser publicada per primer cop l'any 1753, sota el nom d'Hyacinthus botryoides, al primer volum de l'obra Species Plantarum de Carl von Linné (1707-1778). L'any 1768 el botànic escocès Philip Miller (1691-1771) va col·locar el tàxon al gènere Muscari donant-li el seu nom actual, Muscari botryoides, publicat a la vuitena edició de la seva obra The Gardeners Dictionary.

### Sinònims
Els següents noms científics són sinònims de Muscari botryoides:
- Sinònims homotípics

- Botryanthus vulgaris Kunth
- Botryphile botryoides (L.) Salisb.
- Eubotrys arvensis Raf.
- Hyacinthus botryoides L.
- Muscari racemosum subsp. botryoides (L.) Bonnier & Layens
- Scilla inflata Salisb.

- Sinònims heterotípics

- Botryanthus alpestris Jord. & Fourr.
- Botryanthus boraeanus Jord. & Fourr.
- Botryanthus candidus Jord. & Fourr.
- Botryanthus compactus Jord. & Fourr.
- Botryanthus conicus Jord. & Fourr.
- Botryanthus festinus Jord. & Fourr.
- Botryanthus heldreichii Jord. & Fourr.
- Botryanthus kerneri Marches.
- Botryanthus lelievrei (Boreau) Jord. & Fourr.
- Botryanthus lelievrei var. strangwaysii (Ten.) Nyman
- Botryanthus odorus var. compactus (Jord. & Fourr.) Nyman
- Botryanthus strangwaysii (Ten.) Kunth
- Botryanthus vulgaris var. kerneri (Marches.) Nyman
- Botryanthus vulgaris var. strangwaysii (Ten.) Nyman
- Botryanthus vulgaris var. transsilvanicus (Schur) Nyman
- Czekelia transsylvanica (Schur) Schur
- Muscari alpinum Szafer ex Racib.
- Muscari botryoides var. bifolium Pančić
- Muscari botryoides f. candicum Voss
- Muscari botryoides subsp. hungaricum Priszter
- Muscari botryoides subsp. kerneri (Marches.) K.Richt.
- Muscari botryoides lusus lacteiflorum (Borbás) Soó
- Muscari botryoides var. lelievrei (Boreau) Baker
- Muscari botryoides subsp. lelievrei (Boreau) K.Richt.
- Muscari botryoides var. longifolium (Rigo) Pamp.
- Muscari botryoides subsp. longifolium (Rigo) Garbari
- Muscari botryoides subsp. motelayi (Foucaud) Kerguélen
- Muscari botryoides var. motelayi (Foucaud) P.Fourn.
- Muscari botryoides subsp. transsilvanicum (Schur) Soó
- Muscari carpaticum Racib.
- Muscari hymenophorum Heldr. ex Boiss.
- Muscari inodorum Montandon
- Muscari kerneri (Marches.) Soldano
- Muscari kerneri var. lacteiflorum Borbás
- Muscari lelievrei Boreau
- Muscari lelievrei proles motelayi (Foucaud) Rouy
- Muscari longifolium Rigo
- Muscari motelayi Foucaud
- Muscari pocuticum Zapał.
- Muscari polyphyllum Schur
- Muscari racemosum subsp. lelievrei (Boreau) Douin
- Muscari racemosum var. motelayi (Foucaud) Douin
- Muscari strangwaysii Ten.
- Muscari transsilvanicum Schur